# Allophylus bojerianus
Allophylus bojerianus là một loài thực vật có hoa trong họ Bồ hòn. Loài này được (Cambess.) Blume mô tả khoa học đầu tiên năm 1847.